# Povegliano Veronese
Pour les articles homonymes, voir Véronèse (homonymie).
Povegliano Veronese est une commune de la province de Vérone dans la Vénétie en Italie.

## Administration
| Période                                  | Période  | Identité         | Étiquette        | Qualité |
| ---------------------------------------- | -------- | ---------------- | ---------------- | ------- |
| 30 mai 2006                              | En cours | Anna Maria Bigon | Lista Arcobaleno |         |
| Les données manquantes sont à compléter. |          |                  |                  |         |

### Hameaux
Madonna dell'uva secca, Casotti 

### Communes limitrophes
Mozzecane, Nogarole Rocca, Vigasio, Villafranca di Verona

## Personnalités liées à la commune
- Lory Del Santo

### Jumelages
- Ockenheim (Allemagne)
- La Concepcion (Équateur)